# وان تلکامیونیکیشنز
وان تلکامیونیکیشنز (انگلیسی: One Telecommunications) شرکت خرده‌فروشی آلبانیایی است، که در سال ۱۹۹۵ تأسیس شد.